# Audre guayapensis
Audre guayapensis är en fjärilsart som beskrevs av Köhler 1928. Audre guayapensis ingår i släktet Audre och familjen Riodinidae. Inga underarter finns listade i Catalogue of Life.